# كندي الفرصة
«كندي الفرصة»، (بالإنجليزية: Canadians of convenience) هو مصطلح تحقيري انتشر حديثا يصف به أشخاص ذوي جنسية مزدوجة يهاجرون إلى كندا من أجل الحصول على الجنسية ومنافعها من دون أن يصبح مواطنا كنديا صالحا. لا يوجد أي إحصائية تبين مدى انتشارهم. بدء استعمال المصطلح ضد اللبنانيين الذين طلبوا العودة إلى كندا إثر الحرب الإسرائيلية عام 2006 وتبين أن معظمهم لا يعيشون في كندا منذ زمن طويل مع أنهم حاصلون على الجنسية الكندية. كانت التكلفة حوالي 6,300 دولار لكل شخص بتكلفة اجمالية تصل ل 94 مليون دولار.

## العواقب
في عام 2009، قامت الحكومة الكندية بتغيير قانون منح الجنسية لأبناء الذين يولدون خارج كندا إلى الجيل الأول فقط.
وفي عام 2011، أصدرت قانون يحرِم ويسحب الجنسية عن 1800 شخص اعتبروا مخادعون في جنسيتهم. أكثريتهم من الشرق الأوسط والصين.

## إقراء أيضا
- الهجرة إلى كندا
- مشكلة الراكب الحر
- جنسية متعددة
- أثار الهجرة على الإقتصاد (كندا)
- وافد